# Wolfgang Apel
Wolfgang Apel (* 10. Mai 1951 in Bremen; † 4. Februar 2017 in Bremen) war ein deutscher Tierschützer und von 1993 bis 2011 Präsident des Deutschen Tierschutzbundes.

## Biografie
Apel absolvierte nach dem Abschluss der Schule eine Ausbildung zum Speditionskaufmann. 1970 trat er in den Verwaltungsdienst der Freien Hansestadt Bremen ein.

### Tierschutzbund
Apel hat den Tierschutz in Deutschland maßgeblich geprägt und den Deutschen Tierschutzbund zu Europas größtem und einflussreichstem Tier- und Naturschutzdachverband gemacht. Beispielhaft waren der Kampf gegen die Käfighaltung von Legehennen und gegen die qualvollen Tiertransporte quer durch Europa. Zu einem seiner größten Erfolge in seiner Amtszeit als Präsident des Deutschen Tierschutzbundes gehörte die Einführung des Staatsziels Tierschutz in das Grundgesetz (Art. 20a GG).
1978 übernahm er ehrenamtlich den Vorsitz des Bremer Tierschutzvereins und wurde Mitglied des Gesamtvorstandes des Deutschen Tierschutzbundes. 1980 bestellte ihn dessen Präsident zum Bundesgeschäftsführer. Von 1983 bis 1985 fungierte er als Bundesschatzmeister und von 1991 bis 1993 als Vizepräsident. 1993 wurde er zum Präsidenten des Verbandes gewählt. Dieses Amt bekleidete er bis 2011.
In seiner Laufbahn beim Deutschen Tierschutzbund hat er nicht nur die Bundesgeschäftsstelle des Deutschen Tierschutzbundes zu einer schlagkräftigen Zentrale des Tierschutzes ausgebaut, sondern war auch für die Ausgestaltung der Akademie für Tierschutz nahe München, den Aufbau des Tier-, Natur- und Jugendzentrums Weidefeld und des Tier-, Natur- und Artenschutzzentrums Sylt sowie des Tierschutz- und Kastrationszentrums im ukrainischen Odessa prägend.
2011 wurde er zum Ehrenpräsidenten ernannt. Nach Übergabe des Präsidenten-Amtes an seinen Nachfolger Thomas Schröder übernahm er als Ehrenpräsident auf Bitten des Präsidiums unter anderem die Federführung der Tierschutzzentren in Deutschland und der Ukraine sowie des Straßentierprojekts in Kiew. Außerdem engagierte er sich weiter für das unter seiner Präsidentschaft entwickelte Tierschutzlabel.
Von 1987 bis 2011 war Apel Mitglied der Tierschutzkommission beim Bundesminister für Ernährung, Landwirtschaft und Verbraucherschutz. Außerdem war er lange Jahre Vorsitzender des Vereins NEULAND – Verein für tiergerechte und umweltschonende Nutztierhaltung. Seit 1988 war er Vorstand und seit 2000 Präsident des Tierschutzvereins für Berlin und Umgebung. Von 1986 bis 2011 war er Stiftungsratsmitglied in der Stiftung zur Förderung der Erforschung von Ersatz- und Ergänzungsmethoden zur Einschränkung von Tierversuchen.

## Ehrungen
- 2005 Bundesverdienstkreuz 1. Klasse
- 2016 Verdienstorden des Landes Berlin.